# Alexandre Coeff
Alexandre Coeff, né le 20 février 1992 à Brest, est un footballeur français jouant au poste de défenseur central, arrière droit ou de milieu défensif au Valenciennes FC.

## Biographie

### Carrière en club

#### RC Lens
En 2008, il signe son premier contrat et devient alors le plus jeune footballeur professionnel de France. L'année suivante, il remporte le trophée Eric Sikora qui récompense le meilleur espoir lensois.
Le 29 mai 2011, pour le dernier match de la saison et alors que le Racing est déjà relégué, Coeff fait ses débuts professionnels en entrant en jeu lors de la défaite 4-0 contre Nancy. Initialement milieu de terrain, il recule en 2012-2013 au poste de défenseur central, notamment sur décision de son entraîneur Éric Sikora.
Dans la peau de Alexandre Coeff est un reportage de 17 minutes disponible sur YouTube, qui retrace son histoire et ses années lensoises au sein du centre de formation.

#### Udinese
Il s'engage en faveur de l'Udinese Calcio le 13 juillet 2013 pour une durée de cinq ans, puis est prêté directement au Grenade CF, pour une durée d'un an. Il est par la suite à nouveau prêté, au RCD Majorque, au Royal Mouscron, au Gazélec Ajaccio et au Stade Brestois.

#### AEL Larissa
Le 11 septembre 2018, à l'issue de son contrat avec l'Udinese Calcio, il s'engage pour une saison avec l'AEL Larissa. Le 14 janvier 2019, après neuf matchs joués, il résilie son contrat avec le club grec.

#### GFC Ajaccio
Le 18 janvier 2019, il s'engage avec le GFC Ajaccio, où il avait été prêté deux saisons auparavant.

#### AJ Auxerre
Le 17 juin 2019, il s’engage en faveur de l'AJ Auxerre en Domino's Ligue 2,. Pour sa première saison dans l'Yonne, il dispute 25 des 28 rencontres du championnat 2019-2020, les débutant toutes en tant que titulaire. Le 22 juillet 2020, il est prolongé de deux saisons supplémentaires, étant ainsi lié au club jusqu'en 2023. Il quitte le club en janvier 2023.

#### Brescia
Alexandre Coeff rejoint Brescia Calcio en janvier 2023 avec un contrat portant sur le reste de la saison avec une année supplémentaire en option. Pep Clotet, l'entraîneur du club à son arrivée, est cependant remplacé par Daniele Gastaldello qui ne compte pas sur le Français. Le club et le joueur s'accordent pour rompre le contrat à la fin du mois d'avril.

#### SM Caen
Le 25 juillet 2023, le club du Stade Malherbe Caen annonce sa signature.
Valenciennes FC
Il sera prêté au Valenciennes Football Club à la fin du mercato d’hiver 2025.

### Carrière en sélection
Le 28 mai 2013, alors qu'il dispute le Tournoi de Toulon contre les États-Unis, Alexandre Coeff reprend un coup franc d'un coup du scorpion qui file dans la lucarne du gardien adverse (4-1). Le 13 août 2013, il honore son unique sélection en Espoirs face à l'Allemagne (0-0).
En avril 2016, il fait partie d'une liste de 58 joueurs sélectionnables en équipe de Bretagne, dévoilée par Raymond Domenech qui en est le nouveau sélectionneur.

## Statistiques
| Saison                | Club                     | Championnat           | Championnat | Championnat | Championnat | Coupe nationale | Coupe nationale | Coupe nationale | Coupe de la Ligue | Coupe de la Ligue | Coupe de la Ligue | Total | Total | Total |
| Saison                | Club                     | Division              | M.          | B.          | P.d.        | M.              | B.              | P.d.            | M.                | B.                | P.d.              | M.    | B.    | P.d.  |
| 2010-2011             | RC Lens                  | Ligue 1               | 1           | 0           | 0           | -               | -               | -               | -                 | -                 | -                 | 1     | 0     | 0     |
| 2011-2012             | RC Lens                  | Ligue 2               | 9           | 1           | 0           | 1               | 0               | 0               | 1                 | 0                 | 0                 | 11    | 1     | 0     |
| 2012-2013             | RC Lens                  | Ligue 2               | 37          | 1           | 2           | 6               | 0               | 0               | 1                 | 0                 | 0                 | 44    | 1     | 2     |
| Sous-total            | Sous-total               | Sous-total            | 47          | 2           | 2           | 7               | 0               | 0               | 2                 | 0                 | 0                 | 56    | 2     | 2     |
| 2013-2014             | Grenade CF (prêt)        | Liga BBVA             | 13          | 0           | 0           | 1               | 0               | 0               | -                 | -                 | -                 | 14    | 0     | 0     |
| 2014-2015             | RCD Majorque (prêt)      | Liga Adelante         | 2           | 0           | 0           | 1               | 0               | 0               | -                 | -                 | -                 | 3     | 0     | 0     |
| 2014-2015             | Royal Mouscron (prêt)    | Jupiler Pro League    | 9           | 0           | 0           | -               | -               | -               | -                 | -                 | -                 | 9     | 0     | 0     |
| 2015-2016             | GFC Ajaccio (prêt)       | Ligue 1               | 24          | 0           | 2           | 3               | 0               | 0               | 1                 | 0                 | 0                 | 28    | 0     | 2     |
| 2016-2017             | Stade brestois 29 (prêt) | Ligue 2               | 30          | 3           | 2           | 1               | 0               | 0               | 2                 | 0                 | 0                 | 33    | 3     | 2     |
| 2017-2018             | Stade brestois 29 (prêt) | Ligue 2               | 25          | 1           | 0           | 2               | 0               | 0               | 1                 | 0                 | 0                 | 28    | 1     | 0     |
| Sous-total            | Sous-total               | Sous-total            | 103         | 4           | 4           | 8               | 0               | 0               | 4                 | 0                 | 0                 | 115   | 4     | 4     |
| 2018-2019             | AEL Larissa              | Super League          | 8           | 1           | 0           | 1               | 0               | 0               | -                 | -                 | -                 | 9     | 1     | 0     |
| 2018-2019             | GFC Ajaccio              | Ligue 2               | 13+2        | 0+0         | 1+0         | -               | -               | -               | -                 | -                 | -                 | 15    | 0     | 1     |
| Sous-total            | Sous-total               | Sous-total            | 23          | 1           | 1           | 1               | 0               | 0               | -                 | -                 | -                 | 24    | 1     | 1     |
| 2019-2020             | AJ Auxerre               | Ligue 2               | 25          | 0           | 0           | -               | -               | -               | 1                 | 0                 | 0                 | 26    | 0     | 0     |
| 2020-2021             | AJ Auxerre               | Ligue 2               | 35          | 2           | 0           | 1               | 0               | 0               | -                 | -                 | -                 | 36    | 2     | 0     |
| 2021-2022             | AJ Auxerre               | Ligue 2               | 26+2        | 1+0         | 1+0         | 2               | 0               | 0               | -                 | -                 | -                 | 30    | 1     | 1     |
| 2022-2023             | AJ Auxerre               | Ligue 1               | 7           | 0           | 1           | -               | -               | -               | -                 | -                 | -                 | 7     | 0     | 1     |
| 2022-2023             | Brescia Calcio           | Serie B               | 1           | 0           | 0           | -               | -               | -               | -                 | -                 | -                 | 1     | 0     | 0     |
| Sous-total            | Sous-total               | Sous-total            | 96          | 3           | 2           | 3               | 0               | 0               | 1                 | 0                 | 0                 | 100   | 3     | 2     |
| 2023-2024             | SM Caen                  | Ligue 2               | 15          | 0           | 3           | 3               | 0               | 0               | -                 | -                 | -                 | 18    | 0     | 3     |
| Total sur la carrière | Total sur la carrière    | Total sur la carrière | 284         | 10          | 12          | 22              | 0               | 0               | 7                 | 0                 | 0                 | 313   | 10    | 12    |